# Nahrungsdeprivation
Nahrungsdeprivation ist ein Fachbegriff der Medizin, der Verhaltensbiologie und der Motivationspsychologie für den Mangelzustand eines Organismus an Nahrung, der mit einem Hungergefühl einhergeht.
In der Medizin liefert das Modell der Nahrungsdeprivation (Starvationsmodell) Erklärungen für Symptome der Anorexia nervosa wie Hypotonie, Bradykardie, Leukopenie oder Lanugobehaarung.
In der Verhaltensbiologie werden Versuchstiere bei Experimenten, in denen Nahrung als belohnender Reiz eingesetzt wird, häufig nahrungsdepriviert, um die Belohnungswirkung des Futters zu verstärken. Der US-amerikanische Psychologe B.F. Skinner verfolgte den behavouristischen Ansatz, dass Verhalten durch Reaktionen auf Reize aus der Umwelt erlernt werde und führte zahlreiche Tierexperimente durch. Das Verhalten könne nach Skinner vollständig durch äußere Erfahrungen (Stimuli aus der Umwelt) erklärt werden, durch Nahrungsdeprivation und Einsatz von Nahrungsmittel als Verstärker. Skinner interessierte das äußerlich sichtbare Verhalten und die Möglichkeit, dieses durch gezielte Einflüsse (Lernen, Dressur) zu verändern.